# Souk El Ghrabliyya
Le souk El Ghrabliyya (arabe : سوق الغرابلية) est l'un des souks de la médina de Tunis, spécialisé dans la fabrication et la vente des tamis.

## Localisation

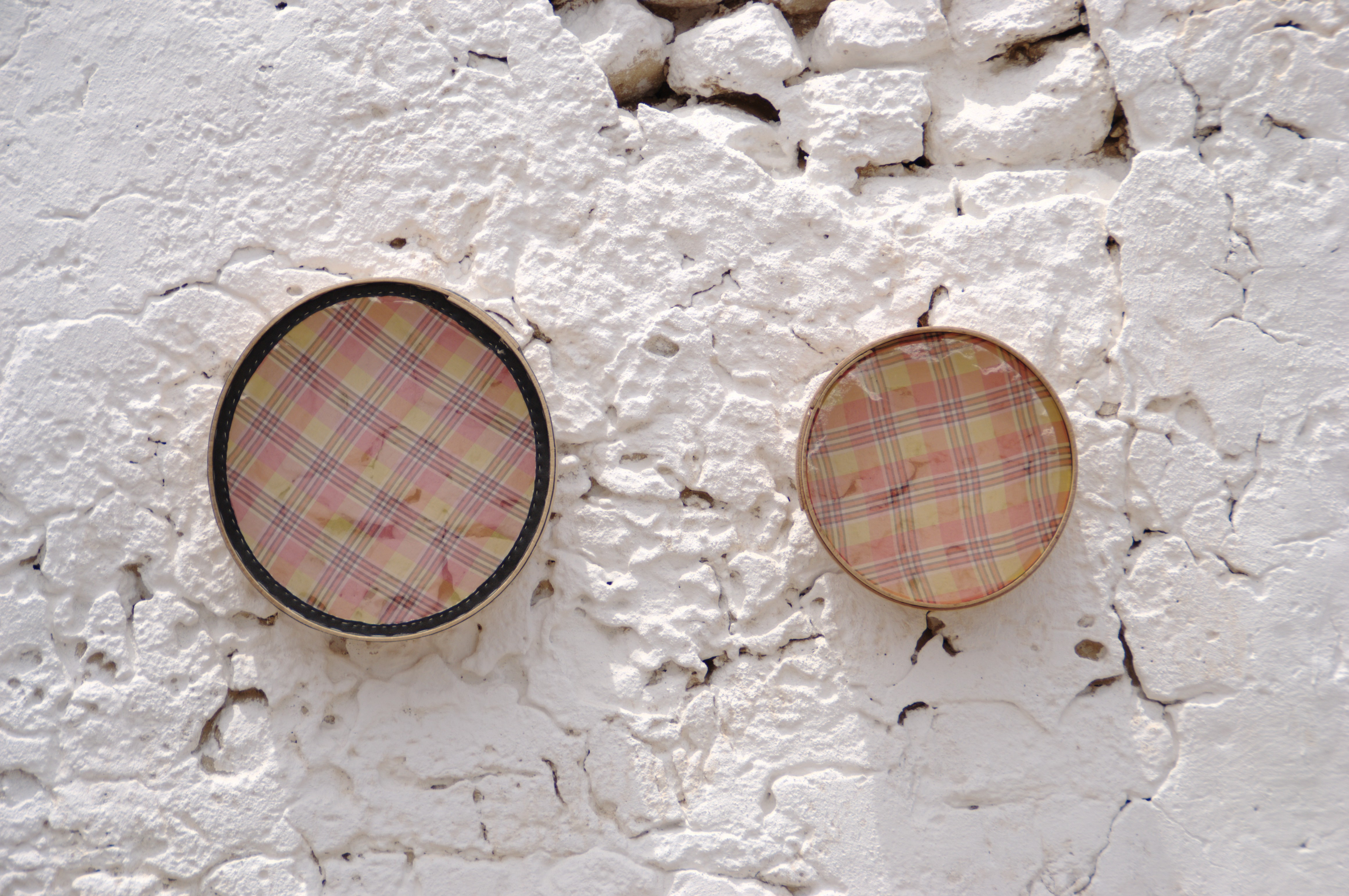
Exemple de tamis.

Il est situé au nord-est de la mosquée Zitouna, dans la rue des Tamis, au cœur de la médina.
On peut y accéder à partir du souk El Ouzar, du souk El Attarine ou du souk El Blaghgia.

## Témoignage
Charles Lallemand, qui visite la Tunisie à la fin du XIXe siècle, livre un témoignage sur ce souk : 

« La rue des Tamis débute par une voûte et se termine de même. À droite de l'entrée de cette rue se trouve un fabricant de tamis. Au premier abord on ne se rend pas compte de la profession de ces industriels. De loin, ils ressemblent à des gens pinçant un air mélodieux sur quelque lyre de forme antique, ainsi qu'on en voit aux mains d’Orphée dans les images mythologiques. En y regardant de plus près, on aperçoit entre les bras de ce que l'on avait pris pour une lyre une sorte de canevas en crin, très tendu, que l'ouvrier compose fil par fil, chaque fil horizontal étant passé entre les fils verticaux et serré au moyen d'une réglette. C'est l’étoffe du tamis, que l'on tend ensuite sur un cylindre en bois. Les fabricants de tamis fabriquent des tamis en crin pour le blé et le couscoussou, en poil de chèvre pour nettoyer la farine ou le café, en alfa pour la semoule de blé. Ils font aussi de curieux tambourins, sur la peau desquels ils peignent des figures d'animaux ou d'hommes des plus baroques. On en fait cadeau aux enfants aux époques des fêtes. Quoique sommaires et enfantins, ces dessins sont assez décoratifs. »